# Estanislao del Campo

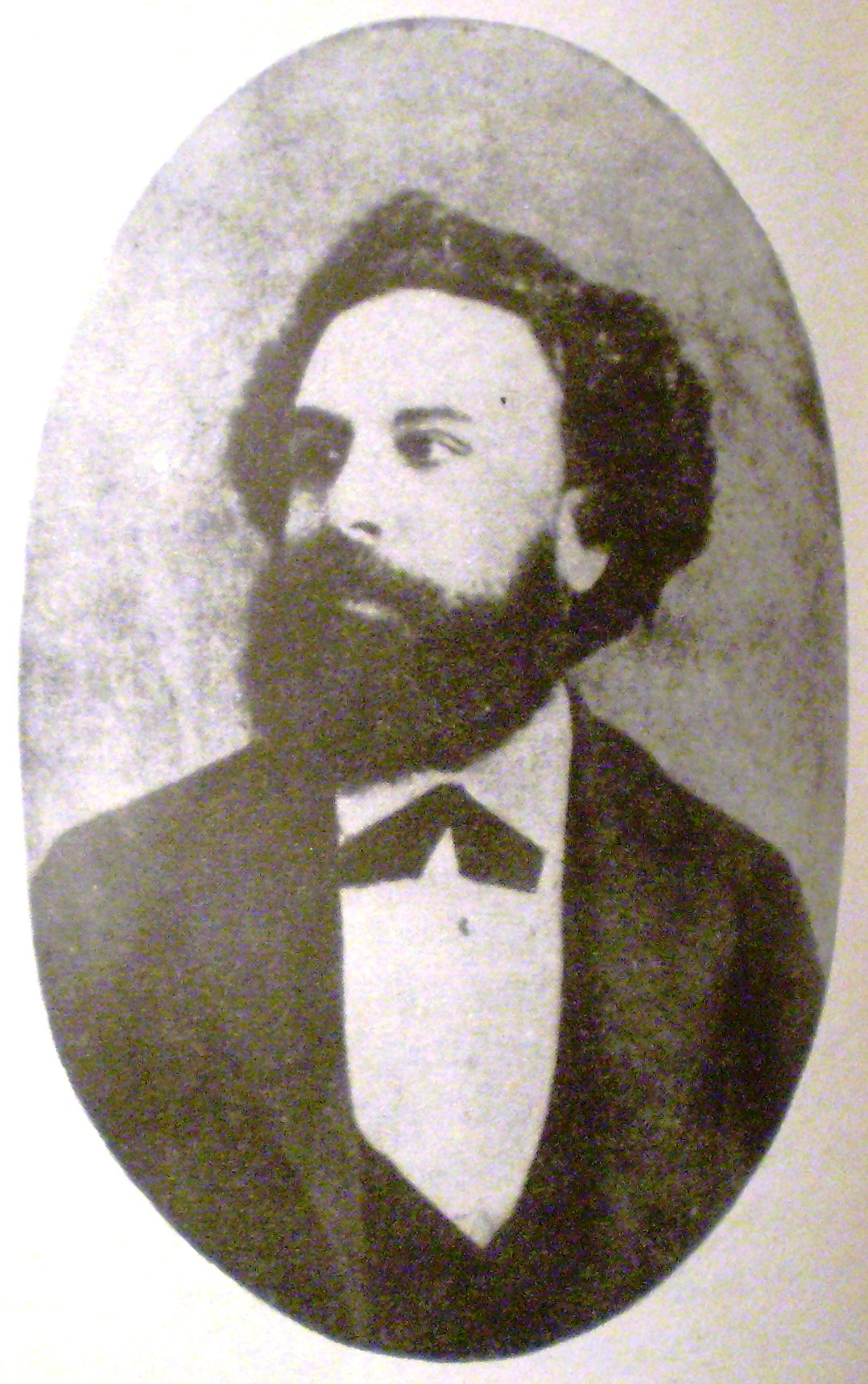
Estanislao del Campo

Estanislao del Campo (* 7. Februar 1834 in Buenos Aires; † 6. November 1880 ebenda) war ein argentinischer Dichter. Er ist der Verfasser eines der Hauptwerke der Gaucholiteratur, Fausto, und schrieb teilweise unter dem Pseudonym Anastasio el Pollo.

## Leben
Del Campo war Porteño, gebürtiger Einwohner der argentinischen Hauptstadt. Als Kind aus gutem Hause studierte er an der Academia Porteña Federal. Campo verfolgte später eine militärische Laufbahn und kämpfte gegen die Truppen des Generals Justo José de Urquiza.

## Werke
- Los debates de Mitre, 1857.
- Carta de Anastasio el Pollo, 1857.
- Fausto, 1866.

Die Idee zu einer Gaucho-Version des Faust kam del Campo auf Anregung von Eduardo Gutiérrez nach dem gemeinsamen Besuch einer Aufführung der Oper Faust von Charles Gounod im Teatro Colón in Buenos Aires. In dieser Version berichtet ein Gaucho einem anderen von seinem Opernbesuch und erklärt diesem im lokalen Dialekt (Rioplatense) die Handlung.